# Witzerundweg

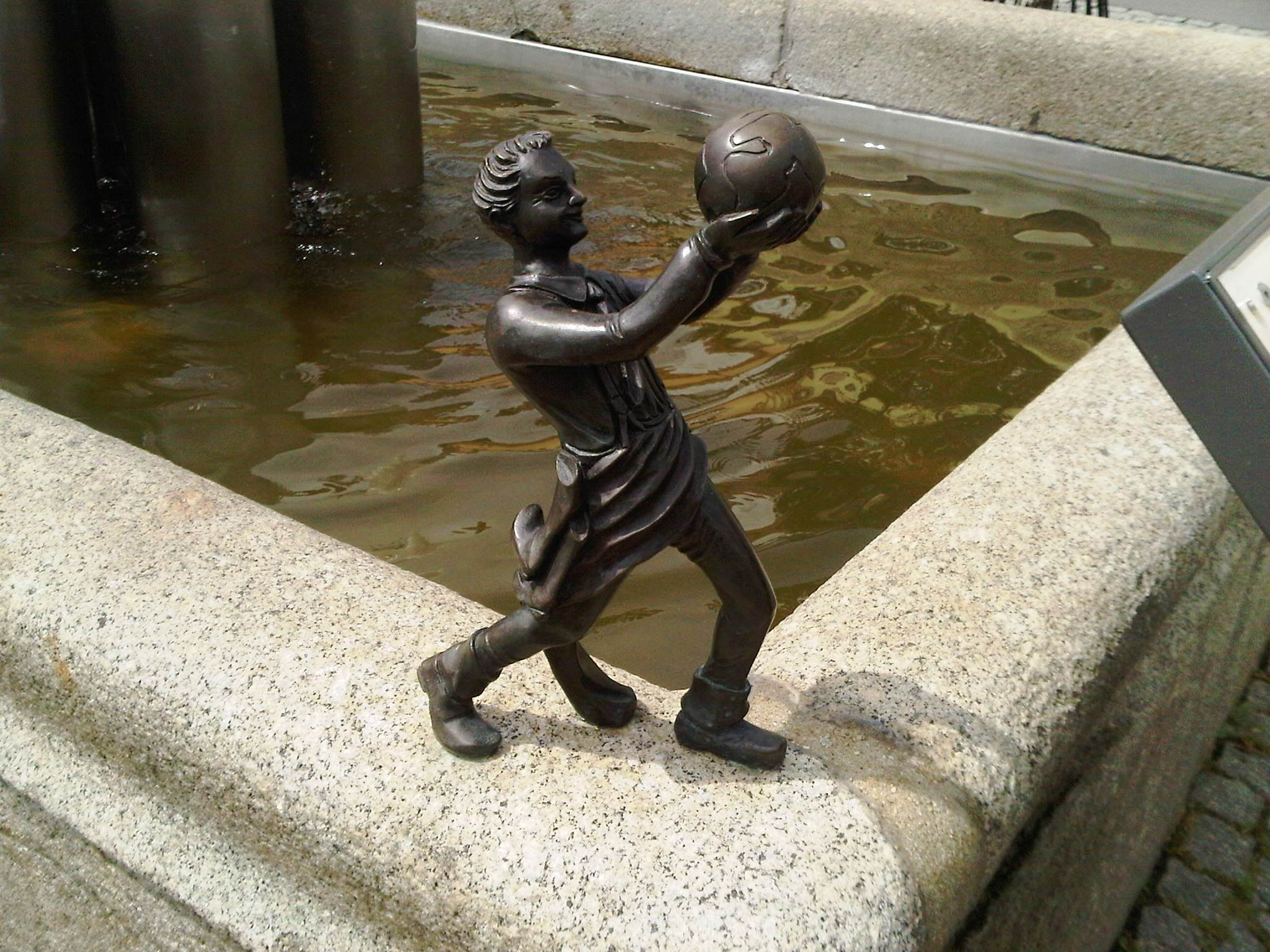
Schusterjunge am Springbrunnen

Der Witzerundweg ist ein touristischer Lehrpfad in Calau, einer  Kleinstadt im südbrandenburgischen Landkreis Oberspreewald-Lausitz.

## Hintergrund und Aufbau
Die Stadt nimmt für sich in Anspruch, dass dort die Kalauer entstanden seien. Sie beruft sich dabei auf das Handwerk der Schuhmacher, die im 19. Jahrhundert im Ort produzierten. Demzufolge erzählten sich die Schusterjungen bei der teils nächtelangen Arbeit eher flache Witze und Scherze. Der Redakteur Ernst Dohm, der in Calau Urlaub machte, schrieb diese Witze auf und veröffentlichte sie in seiner Zeitschrift Kladderadatsch unter der Überschrift „Neues aus Kalau“. Durch diese Veröffentlichungen soll sich der Begriff des Kalauers im Volksmund gefestigt haben. Die Stadt hat daher einen Rundweg entworfen der auf 25 Tafeln durch die Innenstadt führt. Die Tafeln sind an historisch bedeutsamen, in der Regel denkmalgeschützten Bauwerken, touristisch interessanten Punkten, aber auch privaten Gebäuden aufgestellt. Auf ihnen ist der jeweilige Ort beschrieben und falls möglich mit einem passenden Kalauer hinterlegt. Die Eigentümer hatten die Gelegenheit, sich bei der Auswahl der Kalauer mit einzubringen. Die Tafeln werden von einem Schusterjungen begleitet, der an die vergangene Tradition der Schuhherstellung im Ort erinnern soll und als Maskottchen der Stadt dient. Die bronzenen Figuren schuf der Rheiner Bildhauer Werner Bruning. Der Rundweg wurde am 21. Mai 2011 eröffnet.

## Stationen (Auswahl)
- Vor dem Rathaus Calau befindet sich ein Springbrunnen mit einer Tafel des Witzerundweges. Sie erinnert an die historischen Wasserleitungen aus dem 14. und 15. Jahrhundert, als die Stadt mit Hilfe von hölzernen Rohrleitungen das Wasser in acht Röhrkasten leitete, aus denen sich die Bürger mit Trinkwasser versorgten. Sie wurden mit dem Bau einer Eisenrohrleitung im Jahr 1888 überflüssig, blieben aber als Löschwasserreserve am Marktplatz erhalten. In den Jahren 2000 und 2001 erfolgte ein Umbau als Springbrunnen. Der Kalauer lautet: „Wo gibt es den größten Marktplatz der Welt? Natürlich in Calau, denn er reicht vom Keller bis zur Sonne! (Ratskeller an der Südseite,  Hotel zur Sonne an der Nordseite)“ (des Rathauses).
- An der Straßenecke Joachim-Gottschalk-Straße/Karl-Marx-Straße befindet sich ein Postmeilenstein. Ihr genauer Ursprung ist unbekannt, gleichwohl sie die Jahreszahl 1782 trägt. Vermutlich wurde sie als Kursächsische Postmeilensäule 1738 aufgestellt. Als Kalauer nahm man den Spruch: „Warum ist der Calauer Bahnhof so weit von der Stadt entfernt? Weil die alten Stadtväter ihn dicht bei den Gleisen haben wollten! Entfernung von der Postmeilensäule bis zum Bahnhof 2300 m“.
- Östlich der Stadtkirche Calau befindet sich das ehemalige Alte Schulhaus. Das Fachwerkhaus entstand 1789 und wurde von 1887 bis 1902 als Mädchenschule genutzt. Seit 1935 ist es Sitz des Heimatmuseums. Der Kalauer bezieht sich auf die Kirche: „Warum gab es auf dem Calauer Kirchdach an der Ostseite einen Wetterhahn und keine Henne? Wer hätte denn da die Eier auffangen sollen?“
- Südlich der Stadtkirche ist das Kriegerdenkmal an der Karl-Marx-Straße. Es wurde 1787 auf dem alten Friedhof vor dem Cottbuser Tor aufgestellt und stammt vom Döbelner Bildhauer Engelhardt. 1901 baute man das Kreishaus neu und versetzte dabei auch das Kriegerdenkmal an seinen heutigen Platz. Der Kalauer lautet: „In Calau sind sogar die Denkmäler verrückt geworden! Das Kreiskriegerdenkmal musste 1901 an einen anderen Platz gesetzt werden, weil an der bisherigen Stelle das neue Kreishaus erbaut wurde.“

## Auszeichnungen
- Anerkennung Unverwechselbare Stadt der Stiftung Lebendige Stadt
- Dritter Platz des Paul-Fahlisch-Preises

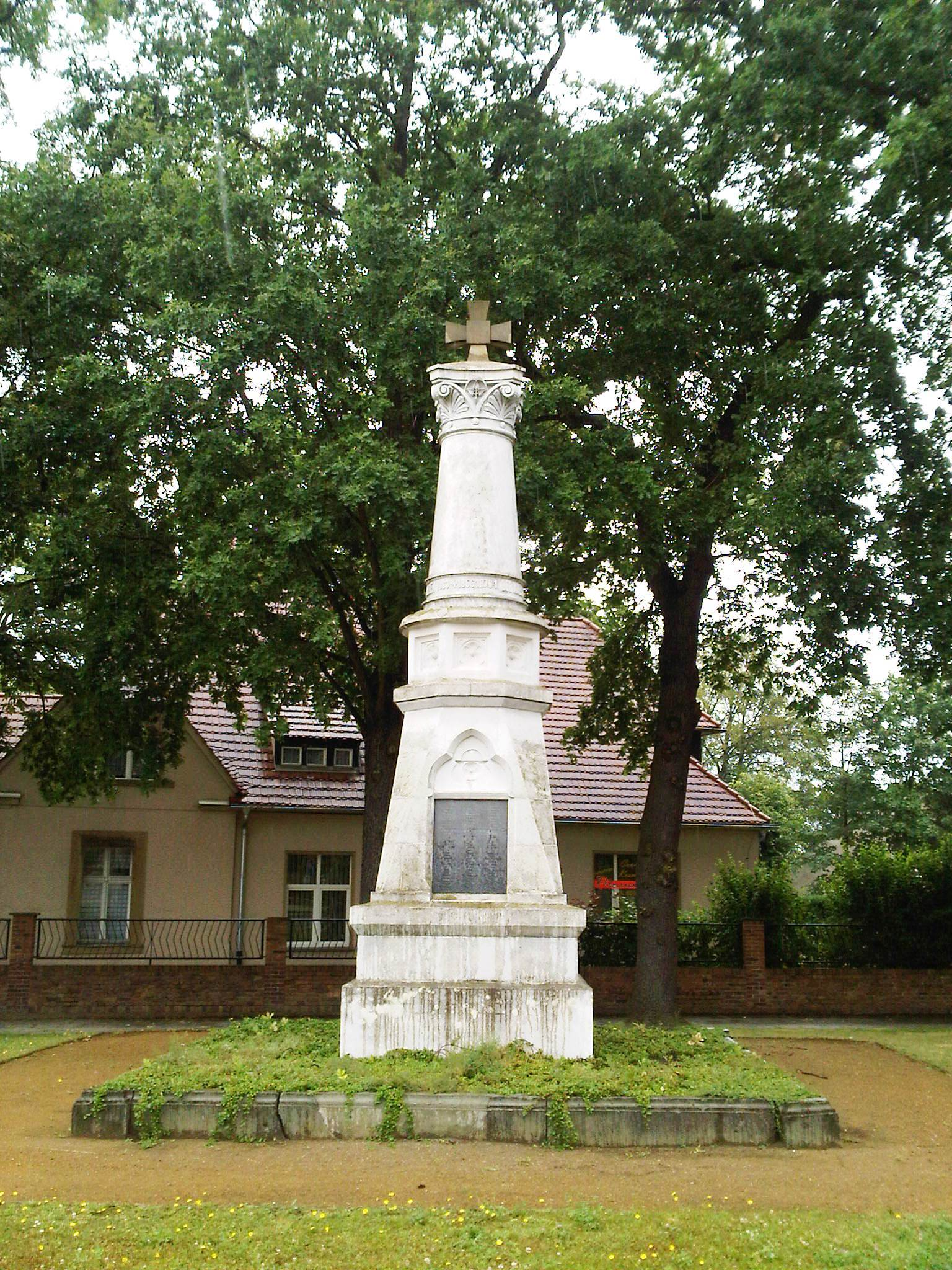
Kriegerdenkmal
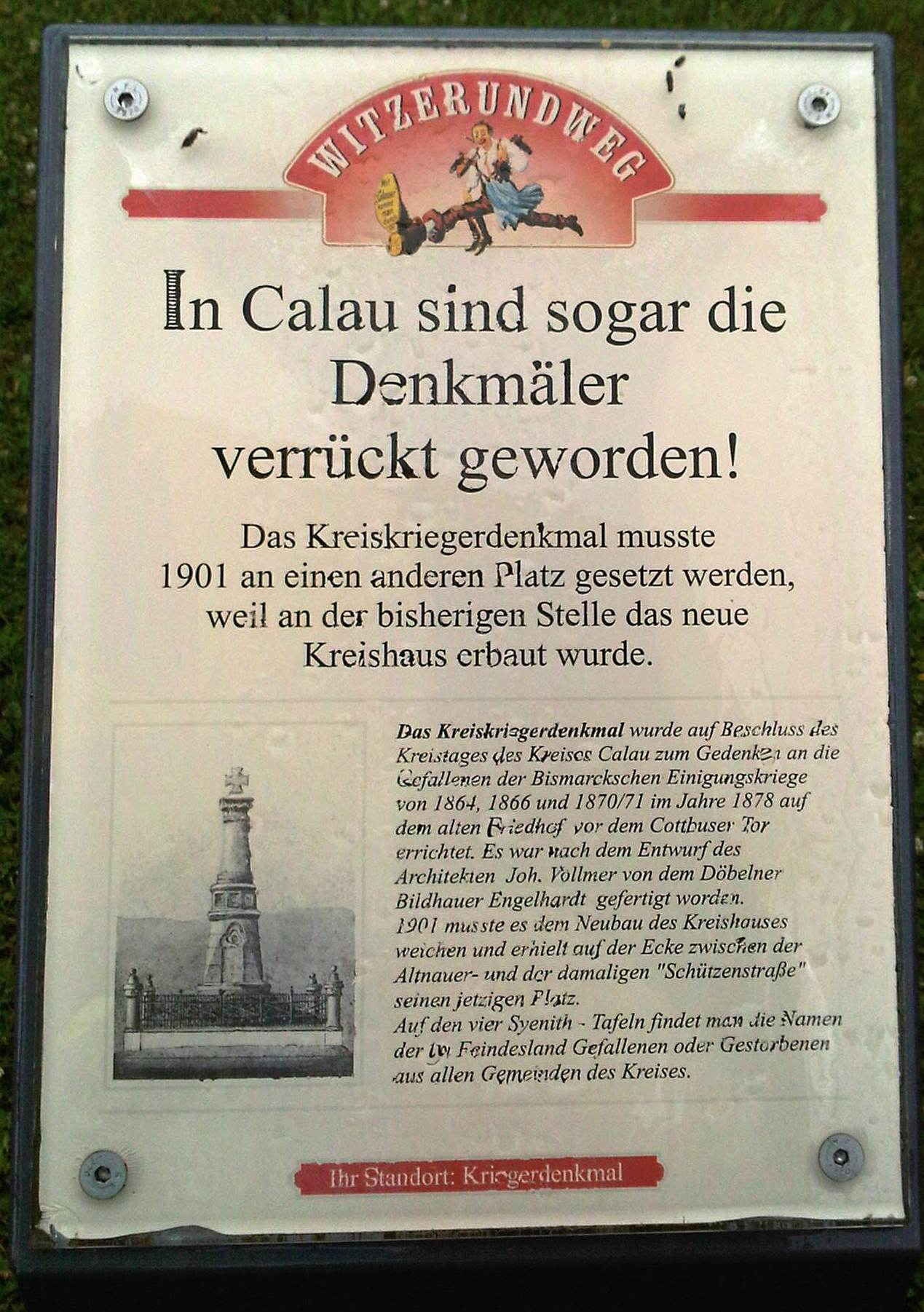
Tafel am Kriegerdenkmal
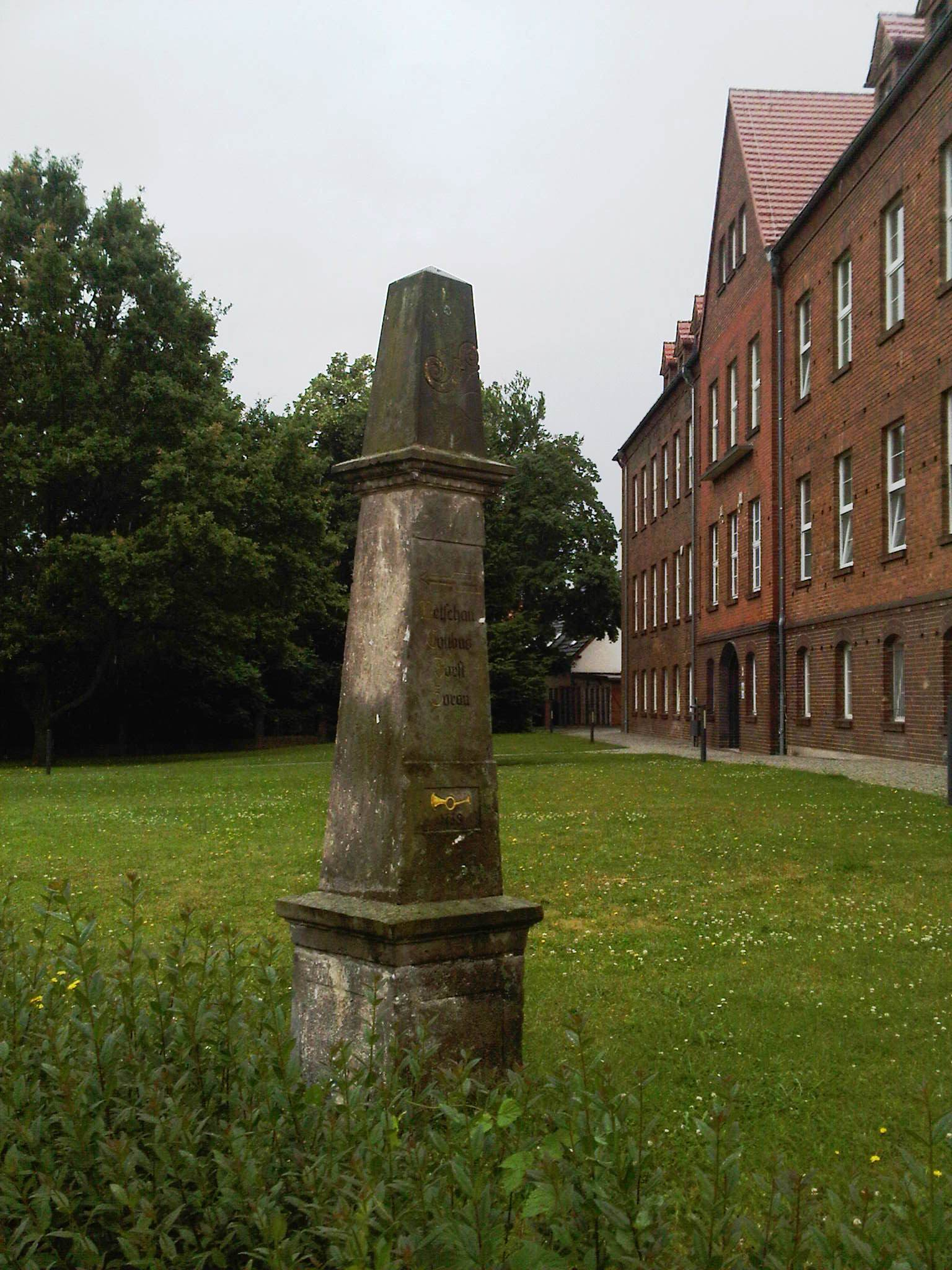
Postsäule
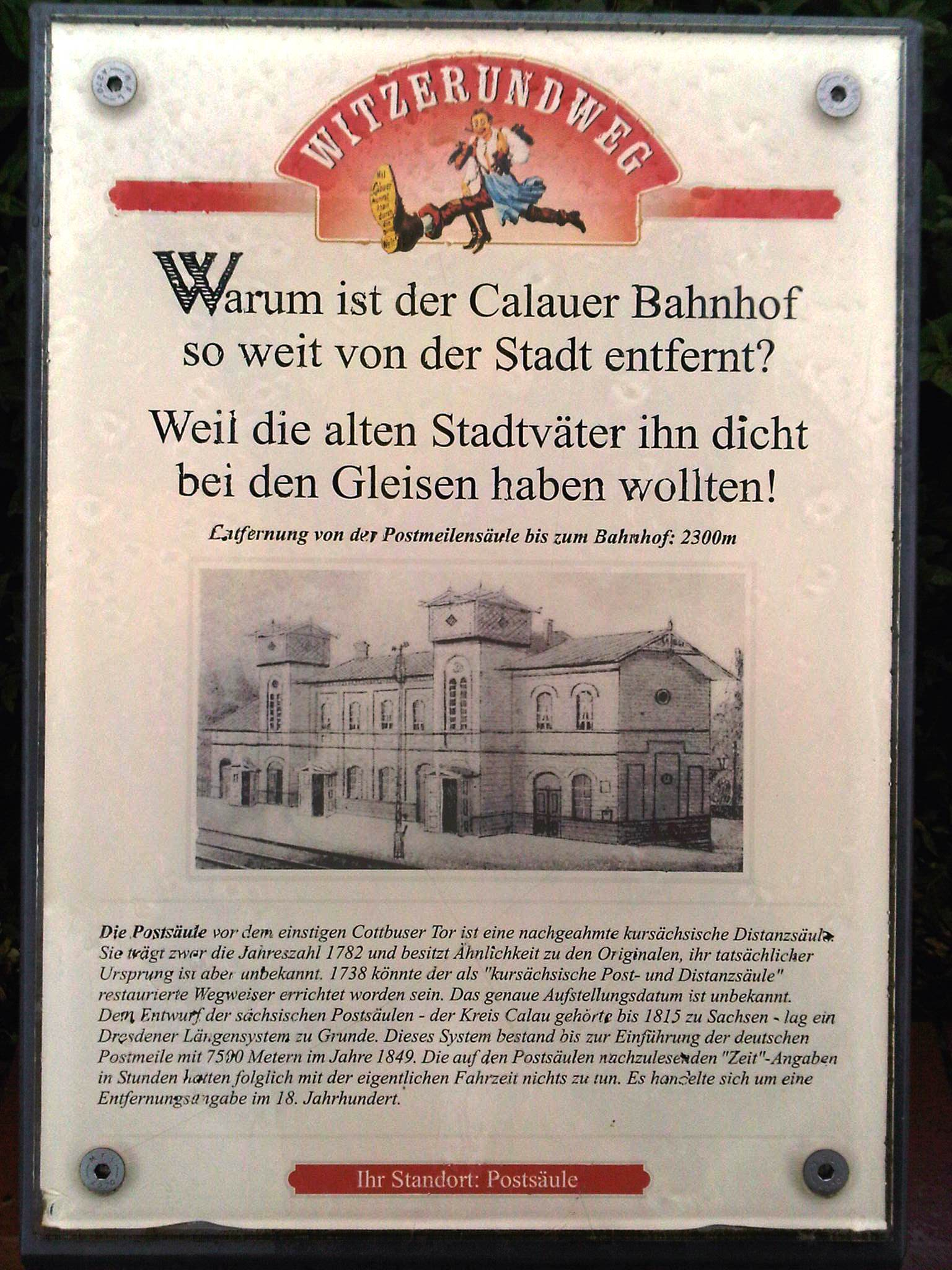
Tafel an der Postsäule
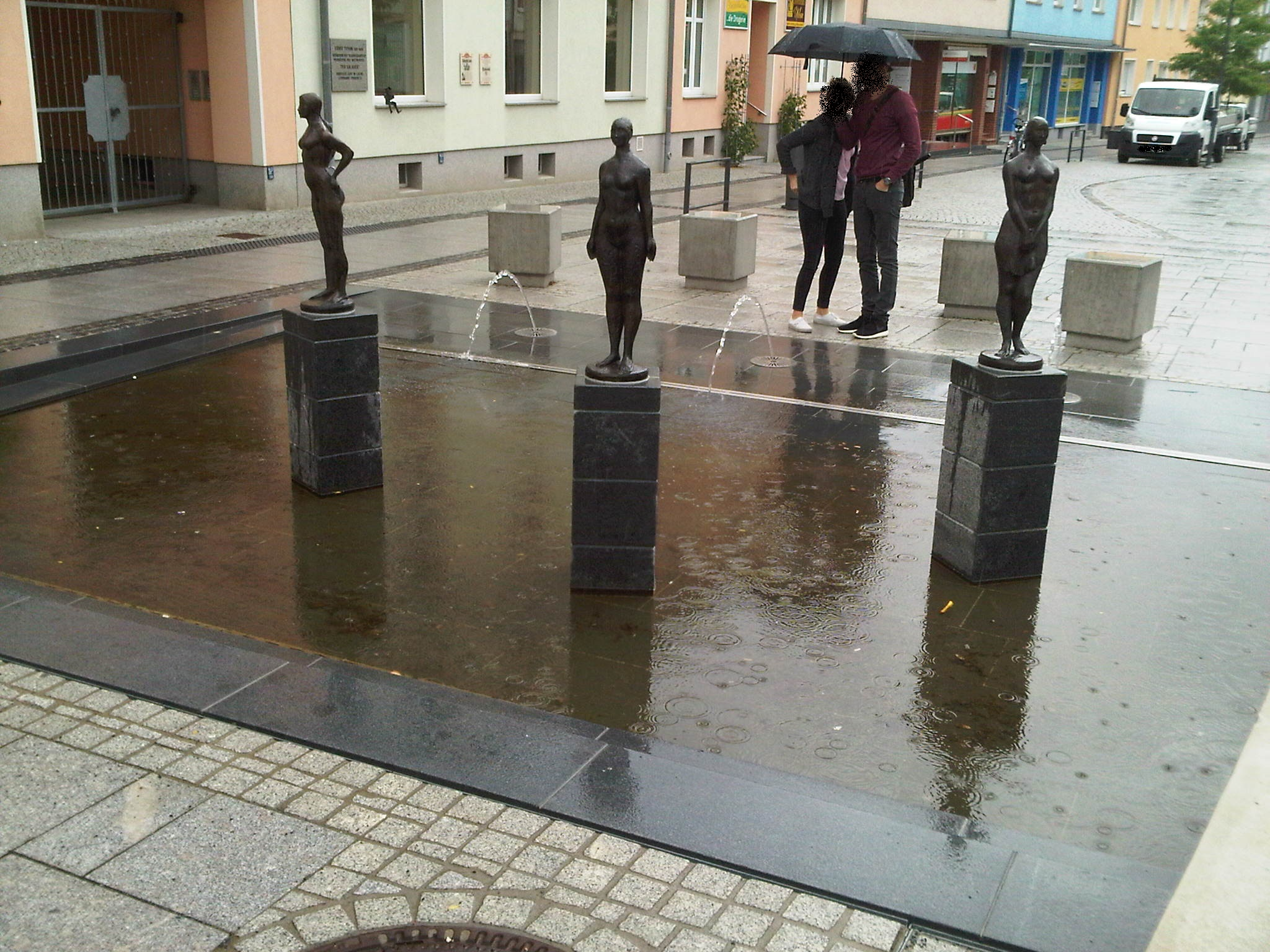
Mädchenbrunnen
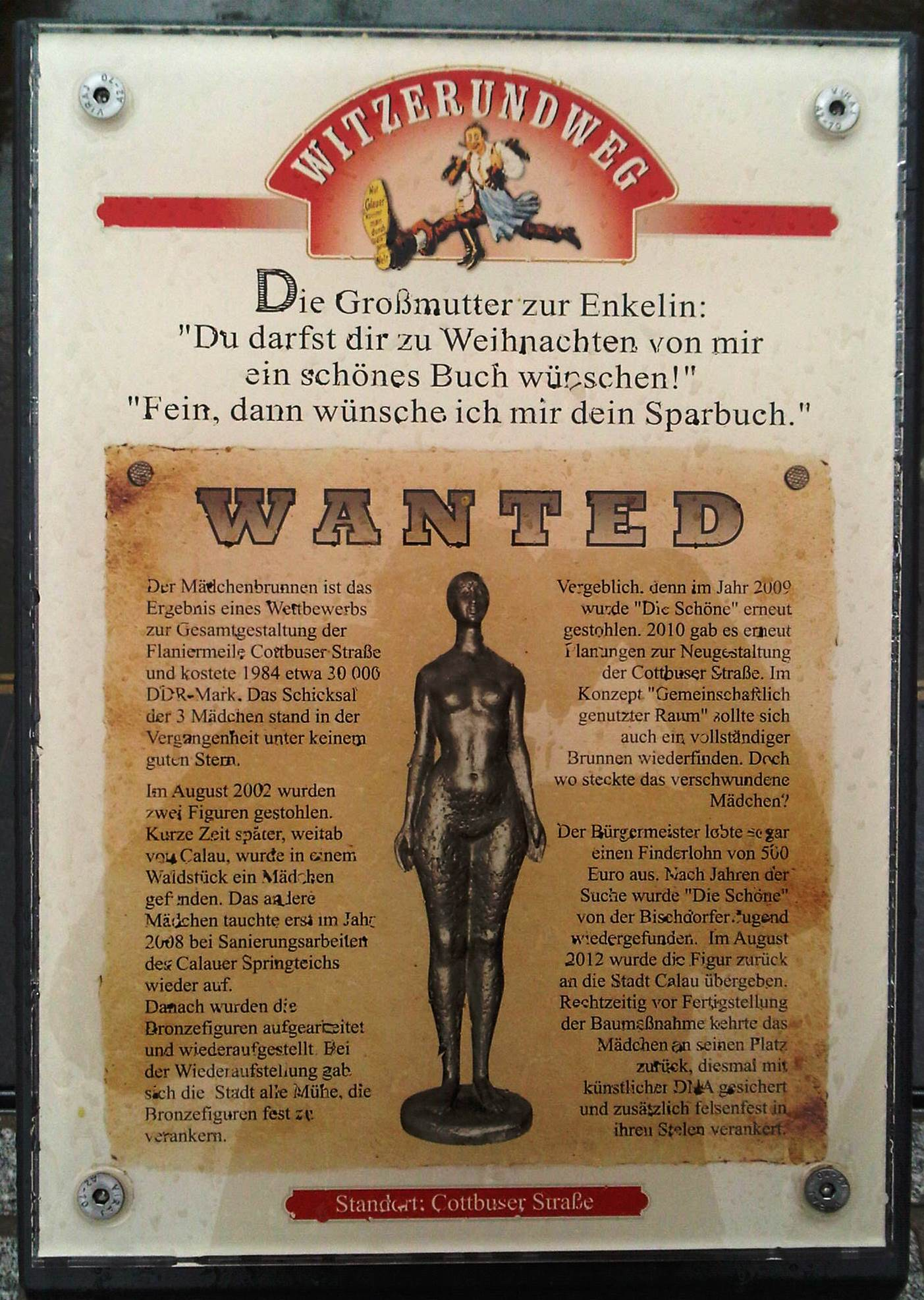
Tafel am Mädchenbrunnen
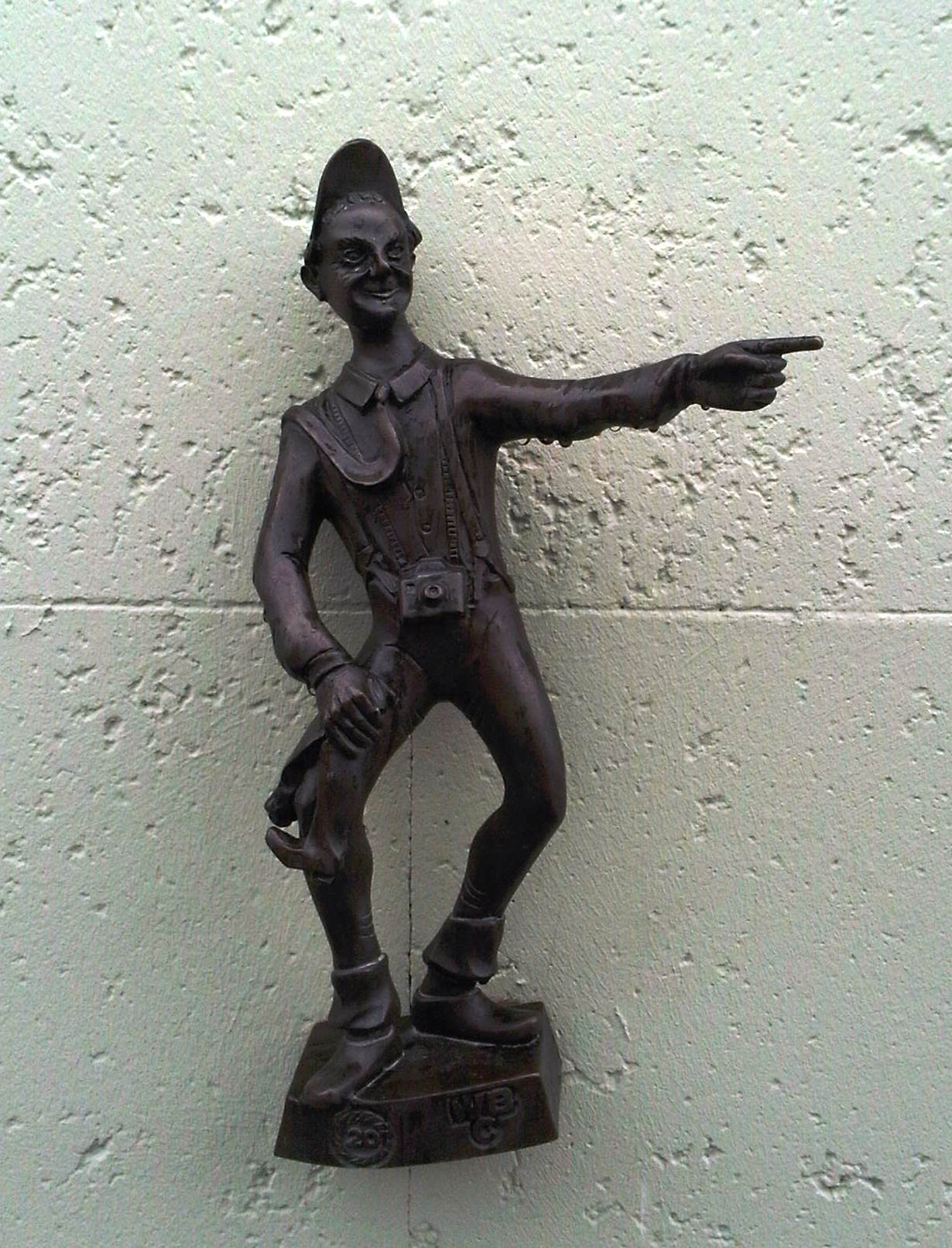
Schusterjunge an der Tourismusinformation

## Weitere Witz-Wege
in der Schweiz finden sich folgende Wege:
- Zwischen Heiden und Walzenhausen wurde in den 80er Jahren der Witzweg angelegt
- Beim Hulftegg-Pass im Toggenburg gibt es einen kurzen "Witzweg".